# Porogadus miles
Porogadus miles är en fiskart som beskrevs av Goode och Bean, 1885. Porogadus miles ingår i släktet Porogadus och familjen Ophidiidae. Inga underarter finns listade i Catalogue of Life.